# Liste der Monuments historiques in Sainte-Colombe (Seine-et-Marne)
Die Liste der Monuments historiques in Sainte-Colombe (Seine-et-Marne) führt die Monuments historiques in der französischen Gemeinde Sainte-Colombe auf.

## Liste der Bauwerke
| Bezeichnung              | Beschreibung | Standort                   | Kennzeichnung | Schutzstatus | Datum | Bild |
| ------------------------ | ------------ | -------------------------- | ------------- | ------------ | ----- | ---- |
| Maladrerie de Closebarde |              | Rue de Clauze-Barbe (Lage) | PA00087268    | Inscrit      | 1942  |      |

## Liste der Objekte
| Bezeichnung | Beschreibung          | Standort                  | Kennzeichnung | Schutzstatus | Datum | Bild |
| ----------- | --------------------- | ------------------------- | ------------- | ------------ | ----- | ---- |
| Kanzel      | Holz, 18. Jahrhundert | in der Kirche Ste-Colombe | PM77003855    | Inscrit      | 1980  |      |